# Arethusana aksouali
Arethusana aksouali är en fjärilsart som beskrevs av Colin W. Wyatt 1952. Arethusana aksouali ingår i släktet Arethusana och familjen praktfjärilar. Inga underarter finns listade i Catalogue of Life.